# Yeşilbağ, Tomarza
Yeşilbağ là một xã thuộc huyện Tomarza, tỉnh Kayseri, Thổ Nhĩ Kỳ. Dân số thời điểm năm 2008 là 131 người.